# ساباط سلیم
ساباط سلیم مربوط به دوره قاجار است و در دزفول، بافت قدیمی شهر، محله شاه رکن الدین واقع شده و این اثر در تاریخ ۱۲ بهمن ۱۳۸۱ با شمارهٔ ثبت ۷۰۹۶ به‌عنوان یکی از آثار ملی ایران به ثبت رسیده است.